# محمد قمي
محمد قمي (الفارسي: محمد قمی) الذي يعرف أيضا باسم «حجة الإسلام (محمد) قمي»   وُلد رجل الدين الشيعي في 1980   عُيين مؤخرًا في سن 38 رئيسا لمنظمة الإعلان الرئيسي  بدلاً من «السيد مهدي خموشي»،   بمرسوم من المرشد الأعلى لإيرانالسيد علي خامنئي.  
كان يشغل منصب مشرف مؤسسة ولاية الفقيه، بجامعة شريف للتكنولوجيا. تتلمذ على يد كل من
محمود هاشمي شهرودي، عبد الله جوادي أمولي، سبحاني، شبيري زنجاني، شاب زندار، فايزي، حسيني، كلبايجاني، يزدان بناه، اشتهاردي، صادق أمولي - لاريجاني، إلخ.